# Liberiansk dollar
Liberiansk dollar (Lib$ – Liberian dollar) är den valuta som används i Liberia i Afrika. Valutakoden är LRD. 1 Dollar = 100 cents.
Valutan infördes 1847 och ersatte USA-dollarn. Dollar har i olika former alltid varit valutan i Liberia.

## Användning
Valutan ges ut av Central Bank of Liberia (CBL) som ombildades 2000 och ersatte den tidigare National Bank of Liberia och har huvudkontoret i Monrovia.

## Valörer
- mynt: 1 och 5 Dollar
- underenhet: 1, 2, 5, 10, 25 och 50 cents
- sedlar: 5, 10, 20, 50 och 100 LRD